# Bożena Chołuj
Bożena Anna Chołuj (ur. 1956) – polska germanistka specjalizująca się w historii literatury niemieckiej i polskiej, teorii literatury i zagadnieniach genderowych. Profesor Uniwersytetu Warszawskiego i Europejskiego Uniwersytetu Viadrina we Frankfurcie nad Odrą (1999-2021).

## Życiorys
W 1979 r. ukończyła studia na Wydziale Neofilologii Uniwersytetu Warszawskiego, gdzie zatrudniono ją na stanowisku asystentki. Doktoryzowała się w 1988 r. pracą Deutsche Schriftsteller im Banne der Novemberrevolution 1918 (Bernhard Kellermann, Loin Feuchtwanger, Ernst Toller, Erich Mühsam, Franz Jung) u prof. Karola Sauerlanda, a w 1999 r. uzyskała na macierzystym wydziale stopień doktora habilitowanego nauk filologicznych w zakresie niemieckiego literaturoznawstwa rozprawą pt. Enge in deutschen Prosawerken vom Ende des 19. Jhs. bis zur Gegenwart. 
W tym samym roku powołano ją na stanowisko profesora Europejskiego Uniwersytetu Viadrina we Frankfurcie nad Odrą, gdzie kierowała do 2021 r. katedrą Polsko-Niemieckich Związków Kulturowych i Literackich oraz Gender Studies, a w 2011 r. utworzyła tamże studia licencjackie z Germanistyki Międzykulturowej. Profesor Uniwersytetu Warszawskiego w Instytucie Germanistyki.
Wraz z Małgorzatą Fuszarą utworzyła na Uniwersytecie Warszawskim pierwsze w Europie Środkowej podyplomowe Studia nad Społeczną i Kulturową Tożsamością Płci Gender Studies. W 2010 r. weszła w skład Komisji Rektorskiej ds. Przeciwdziałania Dyskryminacji Uniwersytetu Warszawskiego.
Jest też wydawczynią polsko-niemieckiego rocznika translatorskiego „OderÜbersetzen“.

## Wybrane publikacje

### Książki
- Deutsche Schriftsteller im Banne der Novemberrevolution 1918. Bernhard Kellermann, Lion Feuchtwanger, Ernst Toller, Erich Mühsam, Franz Jung, Wiesbaden 1991. ISBN 978-3824440399
- Alltag als Enge in deutschen Prosawerken vom Ende des 19. Jahrhunderts bis zur Gegenwart, Warszawa 1999.
- System opieki zdrowotnej – efekty zmian w Polsce i krajach sąsiednich, Warszawa 2019. ISBN 978-8388495731

### Prace zbiorowe
- Biuletyn Polityczny. Polska - Niemcy. Wydanie polsko-niemieckie, Instytut Polityczny Jakuba Karpińskiego, Warszawa 1997.
- Die Konstruktion des Anderen in Mitteleuropa. Diskurse, politische Strategien und soziale Praxis, Wissenschaftliche Reihe des Collegium Polonicum, t. 3, Frankfurt/Oder, Słubice, Poznań 2001.
- Europa-Studien. Eine Einführung, Wiesbaden 2006.
- Von der wissenschaftlichen Tatsache zur Wissensproduktion. Ludwik Fleck und seine Bedeutung für die Wissenschaft und Praxis, Frankfurt/M 2007.
- Grenzerfahrungen literarischer Übersetzung. Wissenschafltiche Reihe des Collegium Polonicum, t. 123, Berlin 2007.
- O kobietach po niemiecku... Badania literaturoznawcze i laboratorium doktoranckie, Warszawa 2012.
- Europa-Studien. Eine Einführung, Wiesbaden 2013.
- Od faktu naukowego do produkcji wiedzy. Ludwik Fleck i jego znaczenie dla nauki i praktyki badawczej, Warszawa 2013.
- Interkulturalität und Wissensvermittlung. Didaktischer Umgang mit Differenzen, 2017.